# Liste des épithètes homériques
Cet article présente une épithète.

## Divinités

### Zeus
- Cronide, fils de Cronos – Κρονίδης (Kronidêso)[1],
- Olympiens – 'Oλυμπίος (Olumpios)[2],
- Le porte-Égide, qui secoue l'Égide – αἰγίοχος (Aigíokhos)[3],
- Le maître des nuages, qui commande aux nuages, assembleur de nuées, qui rassemble les nuages, qui disperse les nuages – νεφεληγερέτα (Nêphalietation)[4],
- À la voix puissante, qui a la voix du tonnerre – εὐρύοπα (Eurýopa)[5],
- Père non seulement des dieux mais aussi des hommes – πατὴρ ἀνδρῶν τε θεῶν τε (Patềr andrôn te theôn te),
- À la nuée noire, des nuées sombres – κελαινεφής (Kelainephếs)[6],
- Repousseur de mal – ἀλεξίκακος (Alexíkakos),
- Maître de l'Ida, venu de l'Ida – Ἴδηθεν μεδέων (Ídêthen medéôn)[7],
- Sauveur – Σωτήρ (sôtếr),
- Protecteur des assemblées – ἀγοραῖος (Agoraîos),
- Protecteur des hôtes, garant des règles de l'hospitalité, protecteur des vagabonds, protecteur des réfugiés, protecteur des migrants – ξένιος (Xénios)[8],
- Protecteur de la maison – Ἑρκειος (Herkeios)[9],
- Gardien des propriétés – Κτησιος (Ktêsios)[10],
- Protecteur du mariage – Γαμηλιος (Gamelios),
- Qui tue la foudre – τερπικἐραυνος (Terpikéraunos)[11],
- Le tout-puissant qui tonne dans le ciel,
- puissant fils de Cronos – εὐρύοπα Κρονίδην (Eùrùopa Kronídès)[12],
- Le plus grand des dieux – διος μέγαλόιο (Dios megaloio)[13],
- Le roi des dieux

### Poséidon
- Aux cheveux bleus – κυανοχαίτης (Kuanochaitês)[14],
- L'ébranleur du sol – Εννοσιγαιος (Ennosigaios)[15],
- Au taureau – ταὐρηυς (Tauréus)[16],
- Qui tient la terre, qui entoure la terre – γαιέοχος (Gaiêochos)[17],
- Souverain des mers – ποντομέδων (Pontomédôn).

### Apollon
- Archer glorieux (Ili, I, 1, selon une version rapportée par Apellicon[18]),
- Le brillant, le lumineux – Φοῖβος (Phoibos)[19],
- Le brillant, le doré – Χρυσάορ (Chrysaôr)[20],
- De couleur de feu – Ξάνθος (Xanthos)[21],
- À la chevelure non coupée – Ἀκερσεκόμης (Akersekomês)[22],
- Des loups, tueur de loups – Λυκιος (Lykios),
- Au glaive d'or – Χρυσάορος (Chrysaoros)[23],
- Fils de Létô – Λατωιος (Latôios) (Homère, Iliade [détail des éditions] [lire en ligne], I, 3, XVI, 849 selon une version rapportée par Aristoxène[18]),
- Fils de Zeus – Διὸς υἱός (Dîos uios)[24],
- Fils de Zeus et Létô – Λητοῦς καὶ Διὸς υἱός (Lêtoùs kai Dîos uios)[25],
- Chef des Muses, conducteur des Muses, musagète – Μουσηγετης (Mousêgetês),
- Dieu des cibles lointaines – Ἑκαεργος (Hekaergos)[26],[27],
- A l'arc d'argent – Ἀργυροτοξος (Argyrotoxos)[28],
- Qui lance au loin les traits/ qui darde au loin ses rayons (de soleil) – Ἑκατηβολος (Hekatêbolos)[29].

### Muses
- Des olympiennes demeures  (Ili, I, 1, selon une version rapportée par Aristoxène[18]).

### Athéna
- Aux yeux pers, aux yeux gris, aux yeux bleus, aux yeux verts, aux yeux de chouette, aux yeux brillants, aux yeux de hulotte (elle voit la nuit quand elle arrive chez Nausicaa), qui voit ce qui est invisible, qui comprend ce qui est incompréhensible pour nous, qui voit l'invisible harmonie du monde (Héraclite), la déesse des Sciences (qui permettent de comprendre ce qui n'est pas visible au profane), qui connaît la cause de l'inversion diurne et nocturne des vents (quand elle accompagne Télémaque) – γλαυκῶπις (Glaukôpis)[30],
- La déesse au clair regard, aux yeux d'azur[31],
- Fille de Zeus porte-égide/qui secoue l'Égide – θύγατερ Διὸς αἰγιόχοιο (Thugater Dios aigiokhoio),
- Fille invincible née de la tête de Zeus – κεβληγόνου Ἀτρυτώνης (Kéblégonou Atrutonès),
- Pallas – Παλλάς (Pallás)[32],
- Qui fait trembler les méchants – Τριτογένεια (Tritogeneia)[33]
- Protectrice, qui écarte, qui repousse, d'Alalcomènes – Ἀλαλκομενηίς (Alalkomenēís)[34],
- De bons conseils – πολύϐουλος (polýboulos),
- Fille de Zeus qui amène du butin – Διὸς θυγατὴρ ἀγελείη (Diòs thugatḕr ageleíē),
- L'infatigable, l'invincible – Ἀτρυτώνης (Atrytṓnēs),
- Fille de Zeus – Διὸς θύγατερ (Dios Thugater)[35],
- Fille de Zeus – κούρη Διὸς (Koùré Dios)[36],
- La victorieuse – Νίκη (Niké),
- La vierge – Παρθένος (Parthénos),
- La prévoyante – Πρόνοια (Pronoia),
- Protectrice du peuple, qui guide les gens – Ἀγέληϊα (Agēléïa)[37],
- Protectrice des hôtes, garante des règles de l'hospitalité – ξένια (Xénia)[38],
- Protectrice de la cité – Πολιάς (Polias),
- Aux mains blanches.

### Aphrodite
- Amie des sourires, qui sourit par amour (mère-enfant) voire qui sourit pour l'amour, aguicheuse (femme-homme) – φιλομμειδης (Philomméidès)[39],
- De Chypre – Κυπρις (Kypris)[40],
- Née à Chypre – Κυπρογενης (Kyprogenês),
- Née de l'écume – Αφρογενης (Aphrogenês),
- Dorée – Χρυσεη (Khryseê)[41],
- Brillante – Δια (Dia)[42],
- Mère du désir – Ποθων Μητηρ (Pothôn Mêtêr),
- Fille de Dioné – Διωναια (Diôniaia)[43],
- Bien couronnée, richement couronnée, au beau diadème – Ευστεφανος (Eustephanos)[44],
- Qui aime les couronnes, les guirlandes (Philostephanos)[45]
- À la couronne violette (Iostephanos)[46]
- Διὸς θυγάτηρ[47]
- Διὸς κούρης[48]
- Aux beaux cheveux,

### Aurore
- Aux doigts roses, le doigt rose ; cela peut signifier aussi toute terminaison (brin d'herbe ou autre) au matin couverte de rosée – ῥοδοδάκτυλος Ἠώς[49],
- Aux cheveux bouclés,
- Aux belles boucles,
- Fille du matin – ἠριγένεια,
- Au voile de safran[50].

### Artémis
- Dame des bêtes fauves – πότνια θηρῶν (Pôtnia Therôn)[51],
- Déesse reine – Ποτνα Θεα (Potna Thea)[52],
- Fille de Léto – Λητωις (Lêtôis),
- Vénérable,
- Chasseresse – Αγροτερα (Agrotera)[53],
- Qui chasse les bêtes fauves – Θηροσκοπος (Thêroskopos),
- Qui chasse les cerfs – Ελαφηβολος (Elaphêbolos),
- Qui tire de loin – Ἑκατηβολος (Hekatêbolos)[54],
- Qui travaille de loin, qui agit de loin – Ἑκαεργε (Hekaerge),
- À la forte voix, assourdissante – Κελαδεινος (Keladeinos)[55],
- La chaste, la pure – Ἁγνη (Hagné)[56],
- La vierge – Παρθένος (Parthénos)[57],
- La vierge sacrée, la vierge révérée – Αιδοιος παρθενος (Aidoios Parthenos)[58],
- Sœur de l’archer Apollon,
- À l’arc d’or – Χρυσηλακατος (Khrysêlakatos)[59],
- Au siège d’or – Χρυσοθρονος (Khrysothronos)[60],[26],
- Aux rênes d’or – Χρυσηνιος (Khrysênios),
- À la belle couronne, richement couronnée, au beau diadème – Ευστεφανος (Eustephanos),
- Qui se réjouit de ses flèches – Ιοχεαιρα (Iokheaira)[61].

### Héra
- Aux bras blancs, aux blanches épaules – θεὰ λευκώλενος (Thea leukolenos)[62],
- Aux grands yeux – βοῶπις (Boôpis)[63],
- Reine, souveraine – Πότνια (Pôtnia)[64],
- Protectrice du mariage – Γαμηλια (Gamêlia),
- Au trône d'or – χρυσόθρονος ((Khrysothronos)[65].

### Hermès
- Le guide, le messager – Διακτορος (Diaktoros)[66],
- Messager des dieux – Ανγελος Αθανατων (Angelos Athanatôn),
- Messager béni – Αγγελος Μακαρων (Angelos Makarôn),
- Guide immortel – Αθανατος Δαικτορος (Athanatos Diaktoros)
- Au rameau d'or – Χρυσόραπις (Krysorapis)[67],
- Pourvu de dons, qui détient la chance, qui amène le succès – Ξῦδος (Xùdos)[68],
- A l'oeil perçant, astucieux, adroit  – έῦσϰοπος (Eùskopos)[69],
- Le cher fils de Zeus – Ὑιον φιλων (hyion philon)[70],
- Qui apporte la santé, fort, vigoureux  – σώϰος (Sókos)[71],
- Bienveillant – 'Αργεϊφόντές (Argéïphontès)[69],[72],
- Qui ne peut être blessé, qui ne peut blesser – Ακακητης (akakêtês)[73]
- Qui sert beaucoup – ἐριούνιος[74],
- Fils de Maïa - Μαιαδος Ὑιος (Maiados Huios).

### Déméter
- Qui a apporté les lois – Θεσμοφόρος (Thesmophoros),
- Qui amène les saisons – Ὡρηφορος (Hôrêphoros),
- La bienfaisante, qui nourrit tous – Πολυφορβος (Polyphorbos)[75],
- Aux fruits délicieux – Αγλαοκαρπος (Aglaokarpos),
- Qui offre des fruits délicieux – Αγλαοδωρος (Aglaodôros),
- Aux belles tresses – καλλιπλοκάμοιο ἀνάσσης (Kalliplokàmoio ànàssès)[76]
- Aux boucles splendides – έῦπλόκαμος (Euplôkamos)[77],
- De la terre – Δηω (Dêô).

### Hadès
- Qui dirige beaucoup – Πολυσημαντωρ (Polysêmantôr),
- L'hôte de beaucoup, qui accueille beaucoup – Πολυδεγμων (Polydegmôn).

### Dionysos
- Joie des mortels –[78]

### Iris
- Aux pieds légers – πόδας ὠκέα[79],[80],
- Plus légère que les vents – ἀελλόπος ἀγγελέουσα (Aellópos aggeléousa)[79],[81],
- Aux ailes d'or – χρυσόπτερον (Chrysóptéron)[82].

### Arès
- Impétueux – Θοιίρος (Thoúros)[83],
- Destructeur de villes – πτολίπορθον (Ptolipórthion)[84],
- Tueur d'hommes, fléau des hommes – βροτολοιγός (brotoloigós)[85]
- À l’armure brillante – Χρυσηκορυστης (Khrysêkorustês)[86],
- À la lance de bronze, qui brandit la lance – Ενχεσπαλος (Enkhespalos)[87],
- Aux rênes d’or – Χρυσηνιος (Khrysênios)[88].

## Héros

### Ulysse
- Aux mille ruses – πολυμήτις (Polumếtis)[89],
- Le divin Ulysse – διος (Dîos)[90],
- À l'âme endurante, qui a beaucoup souffert avec patience et courage – πολύτλας (polútlas)[91],
- Aux mille ruses, aux nombreuses ruses (dont la principale, le cheval de Troie) – πολύτροπος (polútropos)[92],
- Le sage Ulysse – ἀμφ' Ὀδυσῆϊ (ámph Odyssếï)[93],
- Le fidèle (?),
- Ingénieux Ulysse, industrieux Ulysse (qui fabrique un radeau) – πολυμήχανος (polumếkhanos)[94],
- Saccageur de villes – πτολιπόρθιος (Ptolipórthios)[95],
- L'homme capable de contrarier un dieu – ἀντιθέωι Ὀδυσῆι (ántithéoï Odyssếï),
- Le découvreur des détroits,
- Aimé de Zeus – Διῒ φίλον (Dîí phílon)[96],
- Fils de Laërte – Λαέρτιος (Laërtios)[97].

### Achille
- Péléiade/ fils de Pélée – Πηληϊάδης (Pèlèïadès)[98],
- Éacide sans reproche – ἀμύμων Αἰακίδης[99],
- Divin – δῖος (Dîos)[100],
- À la course impétueuse,
- À la course légère,
- Le plus terrible de tous les guerriers,
- Cruel[101],
- Destructeur de cités – πτολιπόρθῳ (Ptolipórtho)[102],
- Impétueux – ὠκὺς (Okùs)[103],
- Aimé de Zeus – Διῒ φίλον (Dîí phílon)[104],
- Pareil à un dieu – θεοῖς ἐπιείκελ’ (theois épieikél’)[105],
- Aux pieds légers, aux pieds rapides – Προσέειπε ποδάρκης (podarkês)[106] et πόδας ὠκύς (podas ôkus)  (32 fois[107])

### Hector
- Dompteur de chevaux – ἱππόδαμος (Ippodamos)[108],
- Tueur d'hommes – ἀνδρόφανος (Androphanos),
- Divin – δῖος (Dîos)[109],
- Au casque brillant, au casque de flamme – ἐρέειν κορυθαίολος (Eréein Koryphaíolos)[110],
- À l'armure de bronze – χαλκοκορυστής,
- Priamide, fils de Priam – Πριάμοιο (Priàmoio)[111],
- Aimé de Zeus – διίφιλος (Dîíphílos),
- Le grand – μέγας (Mégas),
- Glorieux – φαίδιμος (phaídimos)[112].

### Agamemnon
- Souverain –  ἀνδρῶν (Andròn)[113],
- Seigneur de ses hommes –  Ἀναξ ἀνδρῶν (Anax Andròn)[114],
- Atride, fils d’Atrée – Ἀτρείδης (Atreïdès)[115],
- Le farouche – κρείων (Kréíon)[116],
- Le meilleur – Ἀρίστος (Arístos)[117],
- Maître des hommes – ΒουλήΦορων ἀνδρας (Boulèphoron andras)[118],
- Berger des hommes – Ποίμενι λαὸν (Poímeni Laón)[119]

### Ménélas
- Atride, fils d'Atrée – Ἀτρείδης (Atréídès)[120],
- Belliqueux – ἀρήϊος (Arèïos)[121],
- Belliqueux fils d'Atrée – ἀρήϊος Ἀτρέος υἱός (Arèïos Atréos uiós),
- Belliqueux maître des hommes – ἀρήϊος ἀρχὸς Ἀχαιῶν (Arèïos àrkhòs Akhaiôn),
- Avide des joutes – ἀρηΐφιλος (Arèïphilos)[122],
- Le Général de Corps d'Armée,
- Au bon cri de guerre, à la voix éclatante – βοὴν ἀγαθὸς (Boên àgathòs)[123],
- Aimé d'Arès – ἀρηΐφιλος (Arèïphilos)[124],
- Blond – ξανθὸς (Xanthòs)[125],
- Fils d'Atrée, glorieux par ta lance – Ἀτρείδης δουρικλειτὸς (Atreïdès dourikleitòs)[126],
- Nourrisson de Zeus – Μενέλαε διοτρεφές / avec "Atride" : Ἀτρείδη Μενέλαε διοτρεφές,
- Illustre – κυδαλίμοιο (kudalímoio)[127].

### Ajax
- Grand fils de Télamon – μέγας τελαμώνοἱος (Mégas Télamonios)[128],
- Glorieux – φαίδιμος (phaídimos)[129].

### Pâris
- À l'allure divine – θεοειδὴς (Théoeidès)[130],
- Priamide, fils de Priam – Πριάμοιο (Priàmoio)[131],
- Divin – δῖος (Dîos)[132].

### Priam
- Puissant – βίην (Bíèn)[133],
- Magnanime – ἄγγειλον (Aggeilon)[134].

### Pélée
- Meneur de char – ἱππηλὰτα (Ippèlata)[135],
- Chéri de tous les immortels – φίλος γένετ᾽ ἀθανάτοισι (Philos gênet' Athanatôïsi)[135].

## Divers

### Circé
- Aux nombreux sortilèges, qui maîtrise les potions – πολυφάρμακος (Polypharmakos)[136],
- Terrible déesse à voix humaine – δεινὴ θεὸς αὐδήεσσα[136],
- Aux boucles splendides – έῦπλόκαμος (Euplôkamos)[136].

### Danaé
- Aux belles chevilles – καλλίσφυρος[137].

## Peuples

### Achéens
- Aux jambières solides – ἐϋκνήμïδες (Euknémïdès)[138],
- Aux vives prunelles – ἑλίκωπας (Elíkopas)[139],
- Amis des combats, qui aiment les combats – φιλοπτολέμοισι (Philoptolémoïsi)[140],
- Aux cuirasses de bronze – χαλκοχιτώνων (Kalkokitónon)[141],
- Aux longues crinières, aux cheveux qui flottent – κομόωντες (Komóontes)[142].

### Troyens
- Cavaliers –  ἱπποδάμων (Ippodàmon)[143].

## Lieux

### Troie
- Aux bonnes murailles – εὐτείχεος (euteicheos)[144],
- La vaste cité – ἄστυ μέγα (astu mega)[145].

### Achaïe
- Riche en belles femmes –  καλλιγύναικα (Kalligùnaika)[146].

### Tirynthe
- Aux murailles redoutables – [135].

### Lemnos
- La féroce –  ἀμιχθαλόεσσαν (amichthaloessan)[147].

### Argos
- Aux beaux chevaux –  ἱππόβοτον (Ippóboton)[148].

### Mycènes
- Riche en or – πολυχρύσοιο (polukhrusoio)[149].

### Athènes
- La citadelle bien bâtie – ἐϋκτίμενον πτολίεθρον (eüktimenon ptoliethron)[150],

### Ptéléos
- Aux gazon épais – λεχεποίην (lechepoièv)[151].

### Itone
- Mère des troupeaux – μήτηρ μήλων (mètèr mèlôn) [152].

### Antron
- Sur la mer – ἀγχίαλος (anchialos) [152].

## Sources

### Ressources en ligne
- « Iliade », sur Perseus, 2007 (consulté le 28 mai 2024).

- « Odyssée », sur Perseus, 2007 (consulté le 28 mai 2024).

- « Iliade et Odyssée », sur L'Antiquité grecque et latine, 2010 (consulté le 28 mai 2024).